# Ostermoor (Elisabethfehn)
Das Ostermoor, auch Barßeler Moor (Saterfriesisch je nach Dorf „Aasterfoan“ oder „Aasterfaan“, auch „Bäärselder Foan“ oder „Bäärselder Faan“), lag zwischen der Sagter Ems mit Ramsloh und Strücklingen auf der einen und der Soeste mit Barßel und Harkebrügge auf der anderen Seite im heutigen Landkreis Cloppenburg. Das ehemalige Hochmoor ist heute bis auf wenige Reste abgetragen. Hier befindet sich heute die Ortschaft Elisabethfehn.

## Entstehung
Das Ostermoor ist nach der letzten Kaltzeit in einem Zeitraum von 10.000 bis 12.000 Jahren entstanden. Es handelte sich um ein klassisches, uhrglasförmig aufgewölbtes, allein durch Niederschläge gespeistes (ombrotrophes), nährstoffarmes (oligotrophes) und saures Küsten-Hoch- bzw. Regenmoor, mit einem Stickstoffgehalt, bezogen auf Kohlenstoff (NC-Wert), < 3 Prozent und einem pH-Wert von 2,8 bis 3,4. Die natürliche torfbildende Vegetation bestand aus Torfmoosen, Wollgräsern und Heidekrautgewächsen. Dieses Hochmoor, das in Art eines vollgesogenen Schwammes einen über dem Grundwasserniveau liegenden eigenen Moorwasserspiegel aufwies, stand wie alle Hochmoore nicht mit dem Grundwasser in Verbindung und erreichte an den höchsten Stellen eine Mächtigkeit von 10,30 Metern.

## Erschließung des Ostermoores
Nach den ältesten Überlieferungen begann die Erschließung der Hochmoore etwa im 15. Jahrhundert, als die Holzvorräte knapper wurden und im gering bewaldeten Nordwesten des Landes wegen der wachsenden Bevölkerung weiteres Heizmaterial benötigt wurde. In einer Schrift von 1415, wo ein Erbe in Bollingen für das Kloster Langen in Ostfriesland beschrieben wird, steht: ...en stuecke phanes, dar men eede uppe graven mach, was bedeutet: ...ein Stück Moor auf dem man Torf graben kann. In einer Urkunde von Grimersum aus dem Jahr 1426 heißt es: ... enen waghenlast torves to halende van elken huse besunderlingx uppe den veene (E. Friedländer: Ostfries. Urkundenbuch Nr. 340). Der steigende Bevölkerungsdruck war somit Auslöser der großflächigen Entwässerung und der Erschließung der Hochmoore.
Die Hochmoore wurden zunächst nur von den Rändern aus abgegraben. Eine landwirtschaftliche Erschließung innerhalb des Moores konnte infolge des hohen Feuchtigkeitgehaltes solange nicht durchgeführt werden bis effektive Entwässerungsverfahren zur Verfügung standen. Man kann die vier Arten der Moorkultivierung in ihren Auswirkungen noch gut in Elisabethfehn erkennen:
- Moorbrandkultur am Rande des ehemaligen Ostermoores

Vor dem Baubeginn des Hunte-Ems-Kanals und der dann folgenden Kolonisation des Ostermoores wurde das Moor von den Bauern der umliegenden Ortschaften zum Teil durch Torfgraben oder durch Moorbrandkultur abgetragen. Nach oberflächlicher Entwässerung durch kleine Gräben und geringfügiger Bearbeitung wurde das vorgesehene Gebiet im Frühjahr in Brand gesetzt. Die Asche düngte das Moor. So konnte hier anspruchsloser Buchweizen gedeihen. Die durch Torfstich enttorften Flächen waren schmal und unwirtschaftlich. Sie sind teilweise heute noch auf Karten sichtbar.
- Holländische Fehnkultur im Nordwesten

Die zuerst in Holland mit großem Erfolg angewendete Fehnkultur erforderte eine starke Wasserabsenkung. Zu diesem Zweck wurde 1855 mit dem Bau des Hunte-Ems-Kanals (später teilweise umbenannt in Elisabethfehnkanal) begonnen. Der Kanal durchquerte das Hochmoor mittig, um einen umfangreichen Torfabbau durch die Siedler zu ermöglichen. Die schematische Parzellenaufteilung ist heute noch beidseits des Elisabethfehnkanals gut zu erkennen. Der gestochene und getrocknete Torf wurde mit Torfschiffen in nahegelegene Städte transportiert und dort verkauft.
- Deutsche Hochmoorkultur im Südosten (Reekenfeld)

Die Deutsche Hochmoorkultur löste die Moorbrand- und Fehnkultur ab, bedingt durch die Entwicklung des Mineraldüngers durch den Chemiker Justus von Liebig. Da das Moor, wie oben beschrieben, stark sauer reagierte, wurde die obere Torfschicht von 20 cm Mächtigkeit bis auf pH 4,0 aufgekalkt. Die fehlenden Nährstoffe wurden in Form von Mineraldünger zugeführt.
- Sandmischkultur im mittleren Teil des Ostermoores

Nach dem Zweiten Weltkrieg genügte die Ertragsfähigkeit von Böden, die mittels der deutschen Hochmoorkultur erschlossen worden waren, nicht mehr den gestiegenen Ansprüchen. Die dann entwickelte Sandmischkultur bediente sich einer damals modernen Technik, indem der Torf und der mineralische Boden mit Hilfe von Dampf- und Kehrpflügen vermischt wurden. Dieses führte besonders im mittleren Teil des Ostermoores zu einer Bodenstruktur, die eine verbesserte Wasserführung und tiefere Bewurzelung der Kulturpflanzen ermöglichte.

## Folgen der Kultivierung des Ostermoores
Die Landschaft des ehemaligen Ostermoores wurde durch die Eingriffe des Menschen radikal verändert. Während die Moorbrandkultur und die Deutsche Hochmoorkultur durch die teilweise Entwässerung lediglich zur Austrocknung und oberflächlichen Mineralisierung der Bodenoberfläche führten, wurde durch die Holländische Fehnkultur geradezu die Substanz des Naturraumes Hochmoor beseitigt. Die Sandmischkultur führte zwar nicht zu einem Substanzverlust, aber durch das tiefe Umpflügen mit Erfassung wasserdurchlässiger Sandschichten ist dem Moor jede Grundlage entzogen. Somit sind allenfalls im Randbereich noch Flächen vorhanden, die sich im Sinne des Naturschutzes renaturieren ließen. Die Urlandschaft ist unwiederbringlich verloren.